# Sân bay Mutare
Sân bay Mutare (IATA: UTA, ICAO: FVMU) là một sân bay ở Mutare, Zimbabwe.